# Petit-duc des Banggai
Otus mendeni
Espèce
Statut de conservation UICN

 NT B1b(iii) : Quasi menacé
Statut CITES
Le Petit-duc des Banggai (Otus mendeni) est une espèce d'oiseaux de la famille des Strigidae.

## Répartition
Cette espèce est endémique des îles Banggai.

## Classification
Le nom valide complet (avec auteur) de ce taxon est Otus mendeni (Neumann, 1939).
L'espèce a été initialement classée dans le genre Scops sous le protonyme Otus manadensis mendeni Neumann, 1939,.
Otus cyprius a pour synonymes :
- Otus magicus mendeni (Neumann, 1939)
- Otus manadensis mendeni Neumann, 1939

Le 10 juillet 2021, lors de la mise à jour 11.2 de sa classification de référence, l'Union internationale des ornithologues a décidé que le Petit-duc des Banggai n'était plus une sous-espèce du Petit-duc de Manado (Otus manadensis) mais une espèce à part entière.

### Étymologie
Son épithète spécifique, mendeni, lui a été donnée en l'honneur de J. J. Menden qui a transmis l'holotype de cette espèce.

### Publication originale
- (en) Oskar Neumann, « Six new Races from Peling », Bulletin of the British Ornithologists' Club, Londres, vol. 59, no 422,‎ mai 1939, p. 104-108 (ISSN 0007-1595, e-ISSN 2513-9894, lire en ligne, consulté le 23 juillet 2024).